# Publio Ventidio Baso
Publio Ventidio Baso  fue un político y militar romano del siglo I a. C., firme partidario de Julio César. Combatió contra los partos y obtuvo un triunfo por su exitosa campaña militar.

## Primeros años
Ventidio nació alrededor de los años 90 u 89 a. C. y era natural de Piceno. Durante la guerra Social, luchó de muy joven en el campo de los aliados italianos contra los romanos. Él y su madre fueron hechos prisioneros cuando fue tomada Asculum, y desfilaron en el triunfo del cónsul Cneo Pompeyo Estrabón por las calles de Roma. Otros dicen que nació mientras Asculum era asediada y desde pequeño debió vivir como esclavo.
Convertido en prisionero, fue obligado a ejercer humildes oficios, como aportar mulas y vehículos para el transporte de magistrados que iban de Roma para administrar las provincias, pero después recibió la libertad. Esta ocupación temprana de Baso no fue olvidada cuando llegó a ser cónsul, y los romanos, que siempre han tenido un gusto por la sátira, lo recordaban con el siguiente verso, que es registrado por Gelio: 

Nam Mulos qui fricabat consul factus est.

Planco, en una carta a Cicerón, llama a Baso, Ventidius Mulio, en alusión a su primera ocupación.

## Carrera militar
Baso vio en el ejército romano un medio a través del cual alcanzar la gloria. Durante la guerra de las Galias su habilidad militar llamó la atención de Julio César, quien, aunque no le menciona en su obra, De bello Gallico, lo contaba entre sus protegidos. Se le proporcionaron varios mandos durante el conflicto civil en los que demostró estar dotado de una considerable destreza como militar. Obtuvo el cargo de tribuno de la plebe, un asiento en el senado romano, y fue nombrado pretor en el año 43 a. C.
Tras el estallido de las hostilidades entre Marco Antonio y Cayo Julio César Octaviano, optó por permanecer neutral, alineándose después, en el 43 a. C. con Antonio durante la guerra de Mutina. Por este motivo reclutó dos legiones en las colonias fundadas por César, y una tercera en el Piceno, su país natal; y permaneció allí, según Apiano, en espera de los acontecimientos. Trajo sus legiones a través de los Apeninos sin ningún tipo de oposición por parte de Octaviano, quien ya había derrotado a Marco Antonio en Mutina, y se unió a este en Vada Sabatia, en la costa de Liguria.

## Cónsulsuffectus
Tras la formación del Segundo Triunvirato en Bononia, y dado que Octaviano había renunciado y que el otro cónsul Quinto Pedio había muerto, se le nombró consul suffectus. En el 42 a. C. fue legado de Marco Antonio en la Galia Transalpina con Quinto Fufio Caleno, y detuvo a algunas tropas enviadas por César Octaviano a Hispania que querían cruzar los Alpes. Este hecho tuvo lugar durante la disputa de Octaviano con Fulvia y el cónsul Lucio Antonio, esposa y hermano de Marco respectivamente, conocida como Guerra de Perusia. Cuando Lucio Antonio quedó asediado en Perusia, Ventidio y Fufio Caleno no hicieron grandes esfuerzos para aliviar su situación, aunque parece no haber tenido razones concretas para no haber ido en ayuda de Lucio. Tras la captura de Perusia (40 a. C.), Ventidio unió sus fuerzas con las de Lucio Munacio Planco, que había logrado huir. En este mismo año, M. Antonio y Octaviano llegaron a un acuerdo en la llamada paz de Brundisium.

## Guerra contra los partos
Cuando el Imperio Parto invadió la provincia de Siria (40 a. C.), Marco Antonio le envió en el 39 a. C. como legado y gobernador de Siria al mando de varias legiones veteranas de César con la misión de oponerse al avance en Asia Menor del general renegado Quinto Labieno, a quien persiguió hasta la zona de las montañas del Tauro, donde Labieno esperó a los partos y Ventidio la llegada de refuerzos; al arribo de la caballería parta, Ventidio buscó una posición estratégica en un terreno elevado, donde fue atacado pero los partos fueron repelidos y se desbandaron por Cilicia perseguidos por Ventidio Baso, quien se detuvo a la vista del campamento de Labieno. Los hombres de Labieno, desanimados por la derrota de los partos, intentaron escapar por la noche, pero Ventidio mató o hizo prisionero a la mayor parte de ellos. Labieno fue capturado por Demetrio, un liberto de César, y condenado a muerte.
Ventidio envió entonces a Popedio Silón a ocupar los pasos del Amanos, que estaban controlados por el general parto Barzafanes (Dion Casio lo denomina Farnapates); Silo se enfrentó con el general de Pacoro, pero habría sido derrotado si no hubiera llegado oportunamente Ventidio en su ayuda; el general parto murió en la batalla; Baso se apoderó de toda Siria excepto de Arados, y de Palestina. Los reyes Antígono y Antíoco I de Comagene y el jefe nabateo Málico II tuvieron que pagar fuertes contribuciones para compensar su ayuda a los partos. El Senado no confirió honores a Baso por sus victorias, porque él sólo actuaba como legado de Antonio. 

## Triunfo, final de su carrera y fallecimiento
En el 38 a. C. el príncipe parto Pacoro I de Partia volvió a avanzar sobre Siria. Las tropas de Ventidio estaban dispersas en sus cuarteles de invierno. Con objeto de ganar tiempo, Baso comunicó a un cabecilla de la Cirréstica que pensaba que los partos pasarían el Éufrates por Zeugma, el lugar acostumbrado, y que allí los podía derrotar fácilmente puesto que desde la altura podía controlar a la caballería de los partos; el cacique, que era en realidad un agente doble (y Ventidio lo sabía), comunicó esta confidencia al príncipe Pacoros. Este buscó otro lugar para cruzar el río y esto le hizo perder 40 días que dieron tiempo a Ventidio para reunir sus tropas. Los partos fueron derrotados en la batalla de Gindaros, donde el príncipe parto murió. La cabeza de Pacoros fue paseada por toda Siria. Después Ventidio fue a Comagene donde exigió más contribuciones al rey Antíoco. 
Al mismo tiempo llegó Marco Antonio a Siria, y celoso de Ventidio, lo trató de manera indigna. Ventidio dejó el gobierno a Cayo Sosio y regresó a Roma, donde celebró un triunfo en recompensa de su victoria en noviembre del 38 a. C.. Es el único comandante romano al que se le recompensó con tal honor tras vencer al Imperio parto, que derrotó a militares como Marco Licinio Craso y Marco Antonio, cuyos ejércitos sufrieron una aniquilación total. Tras su triunfo, Baso ya no vuelve a ser mencionado, por lo que debió morir, bien inmediatamente después, bien antes del año 27 a. C.
Marco Antonio continuó la guerra contra Antíoco y asedió Samosata pero finalmente se tuvo que contentar con recibir 300 talentos por la paz, cuando se dice que su legado habría podido sacar mil.
Ventidio aparece brevemente en la obra de William Shakespeare, Antonio y Cleopatra donde se le representa comandando a su ejército frente a los partos. En la obra, se encuentra reflexionando si esta gran victoria levantaría los celos y las envidias de sus superiores y tras esta reflexión, desaparece de la obra.